# آرتور آویلا
آرتور آویلا (به پرتغالی برزیل:Artur Ávila Cordeiro de Melo) ریاضی‌دان فرانسوی برزیلی‌تبار است. زمینهٔ تخصصی وی نظریه طیفی و سیستم پویا است. او در سال ۲۰۱۴ همراه مریم میرزاخانی و دو ریاضی‌دان دیگر برندهٔ جایزه فیلدز شد.